# Challes-la-Montagne
Challes-la-Montagne est une commune française, située dans le département de l'Ain en région Auvergne-Rhône-Alpes.

## Géographie
Challes est un village situé dans la vallée de l'Ain. En plus du village, deux hameaux sont situés sur le territoire communal : Cizod et Sameyriat.

### Climat
Pour des articles plus généraux, voir Climat d'Auvergne-Rhône-Alpes et Climat de l'Ain.
En 2010, le climat de la commune est de type climat de montagne, selon une étude du CNRS s'appuyant sur une série de données couvrant la période 1971-2000. En 2020, Météo-France publie une typologie des climats de la France métropolitaine dans laquelle la commune est exposée à un climat de montagne ou de marges de montagne et est dans la région climatique Jura, caractérisée par une forte pluviométrie en toutes saisons (1 000 à 1 500 mm/an), des hivers rigoureux et un ensoleillement médiocre.
Pour la période 1971-2000, la température annuelle moyenne est de 9,9 °C, avec une amplitude thermique annuelle de 17,2 °C. Le cumul annuel moyen de précipitations est de 1 446 mm, avec 12,4 jours de précipitations en janvier et 8,4 jours en juillet. Pour la période 1991-2020, la température moyenne annuelle observée sur la station météorologique de Météo-France la plus proche, « Vieu », sur la commune de Vieu-d'Izenave à 7 km à vol d'oiseau, est de 9,4 °C et le cumul annuel moyen de précipitations est de 1 610,3 mm,. Pour l'avenir, les paramètres climatiques de la commune estimés pour 2050 selon différents scénarios d'émission de gaz à effet de serre sont consultables sur un site dédié publié par Météo-France en novembre 2022.

## Urbanisme

### Typologie
Au 1er janvier 2024, Challes-la-Montagne est catégorisée commune rurale à habitat dispersé, selon la nouvelle grille communale de densité à 7 niveaux définie par l'Insee en 2022.
Elle est située hors unité urbaine et hors attraction des villes,.

### Occupation des sols
L'occupation des sols de la commune, telle qu'elle ressort de la base de données européenne d’occupation biophysique des sols Corine Land Cover (CLC), est marquée par l'importance des territoires agricoles (48,7 % en 2018), une proportion identique à celle de 1990 (48,7 %). La répartition détaillée en 2018 est la suivante : 
forêts (48,7 %), terres arables (20 %), zones agricoles hétérogènes (14,7 %), prairies (14 %), zones industrielles ou commerciales et réseaux de communication (2,6 %).
L'évolution de l’occupation des sols de la commune et de ses infrastructures peut être observée sur les différentes représentations cartographiques du territoire : la carte de Cassini (XVIIIe siècle), la carte d'état-major (1820-1866) et les cartes ou photos aériennes de l'IGN pour la période actuelle (1950 à aujourd'hui).

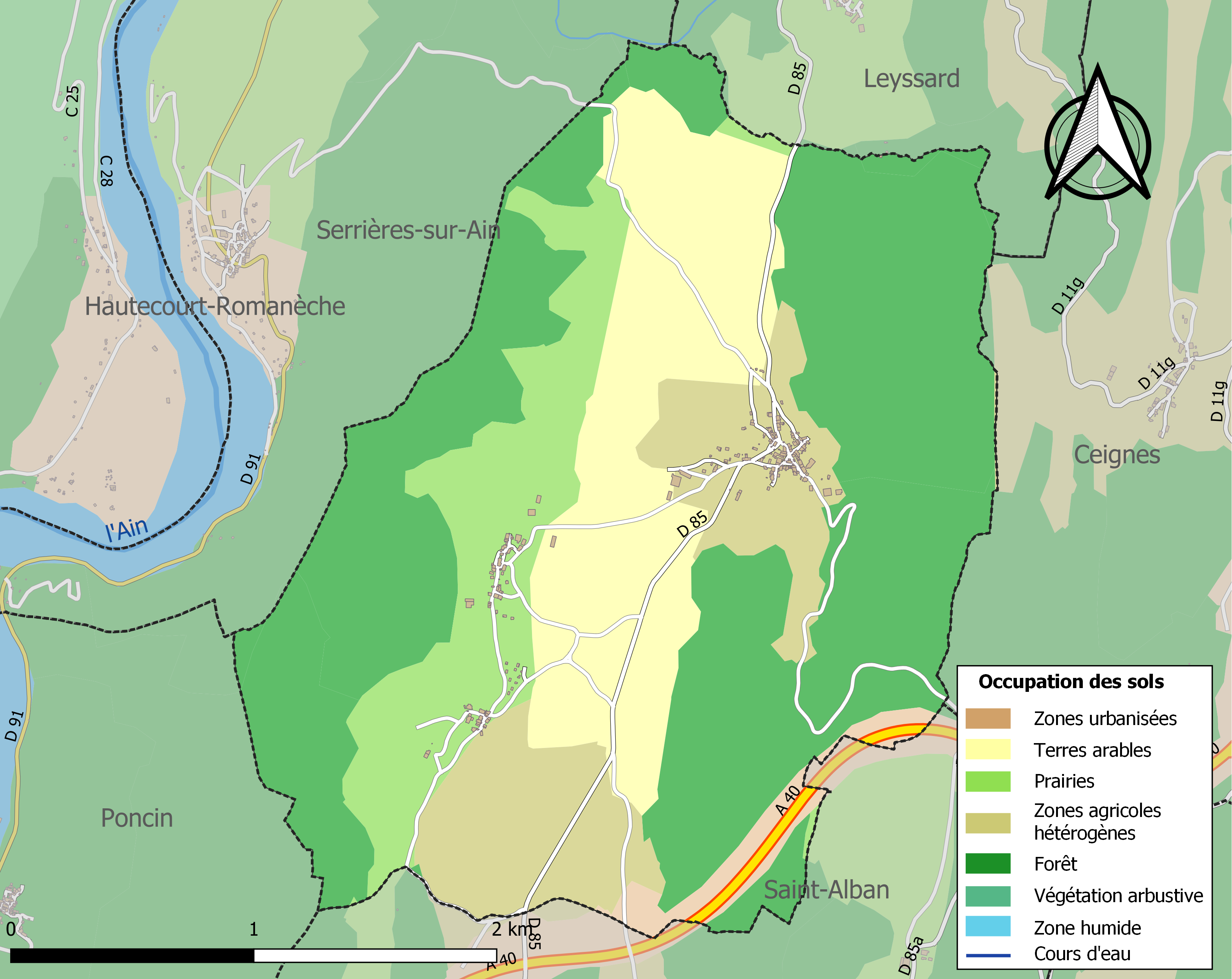
Carte des infrastructures et de l'occupation des sols de la commune en 2018 (CLC).

## Histoire
Village mentionné dès le XIIIe siècle.
Paroisse (Chales, Châle) sous le vocable de saint Pierre. Le desservant était nommé par les abbés de Saint-Claude. Au XVIIe siècle, l'église de Challes n'était qu'une simple annexe de celle de Saint-Alban. Elle était desservie par les chanoines de Cerdon, moyennant la redevance annuelle, payée par les habitants, d'un bichet d'avoine et d'un bichet de froment par chaque feu.
Le 9 juillet 2006, Challes devient Challes-la-Montagne à la suite d'un décret du 7 juillet 2006.

## Politique et administration

### Découpage territorial
La commune de Challes-la-Montagne est membre de la communauté de communes Rives de l'Ain - Pays du Cerdon, un établissement public de coopération intercommunale (EPCI) à fiscalité propre créé le 1er janvier 2012 dont le siège est à Jujurieux. Ce dernier est par ailleurs membre d'autres groupements intercommunaux.
Sur le plan administratif, elle est rattachée à l'arrondissement de Nantua, au département de l'Ain et à la région Auvergne-Rhône-Alpes. Sur le plan électoral, elle dépend du  canton de Pont-d'Ain pour l'élection des conseillers départementaux, depuis le redécoupage cantonal de 2014 entré en vigueur en 2015, et de la cinquième circonscription de l'Ain  pour les élections législatives, depuis le dernier découpage électoral de 2010.

### Administration municipale
| Période | Période  | Identité                 | Étiquette | Qualité |
| ------- | -------- | ------------------------ | --------- | ------- |
| 1995    | 2001     | Guy Monnier              |           |         |
| 2001    | 2008     | Bernard Machurat         |           |         |
| 2008    | 2014     | Noëlle Roche             |           |         |
| 2014    | 2021     | Marie-Christine Cuturier |           |         |
| 2021    | 2024     | Isabelle Delplace        |           |         |
| 2024    | En cours | Yves Perret              |           |         |

## Démographie
L'évolution du nombre d'habitants est connue à travers les recensements de la population effectués dans la commune depuis 1793. Pour les communes de moins de 10 000 habitants, une enquête de recensement portant sur toute la population est réalisée tous les cinq ans, les populations de référence des années intermédiaires étant quant à elles estimées par interpolation ou extrapolation. Pour la commune, le premier recensement exhaustif entrant dans le cadre du nouveau dispositif a été réalisé en 2006.
En 2022, la commune comptait 185 habitants, en évolution de −4,15 % par rapport à 2016 (Ain : +5,15 %, France hors Mayotte : +2,11 %).
| 1793 | 1800 | 1806 | 1821 | 1831 | 1836 | 1841 | 1846 | 1851 |
| ---- | ---- | ---- | ---- | ---- | ---- | ---- | ---- | ---- |
| 490  | 381  | 504  | 481  | 570  | 530  | 577  | 557  | 597  |

| 1856 | 1861 | 1866 | 1872 | 1876 | 1881 | 1886 | 1891 | 1896 |
| ---- | ---- | ---- | ---- | ---- | ---- | ---- | ---- | ---- |
| 510  | 510  | 487  | 460  | 447  | 425  | 400  | 406  | 391  |

| 1901 | 1906 | 1911 | 1921 | 1926 | 1931 | 1936 | 1946 | 1954 |
| ---- | ---- | ---- | ---- | ---- | ---- | ---- | ---- | ---- |
| 350  | 331  | 322  | 278  | 255  | 252  | 249  | 221  | 200  |

| 1962 | 1968 | 1975 | 1982 | 1990 | 1999 | 2006 | 2011 | 2016 |
| ---- | ---- | ---- | ---- | ---- | ---- | ---- | ---- | ---- |
| 193  | 169  | 135  | 169  | 193  | 200  | 189  | 175  | 193  |

| 2021 | 2022 | - | - | - | - | - | - | - |
| ---- | ---- | - | - | - | - | - | - | - |
| 189  | 185  | - | - | - | - | - | - | - |

## Culture locale et patrimoine

### Lieux et monuments

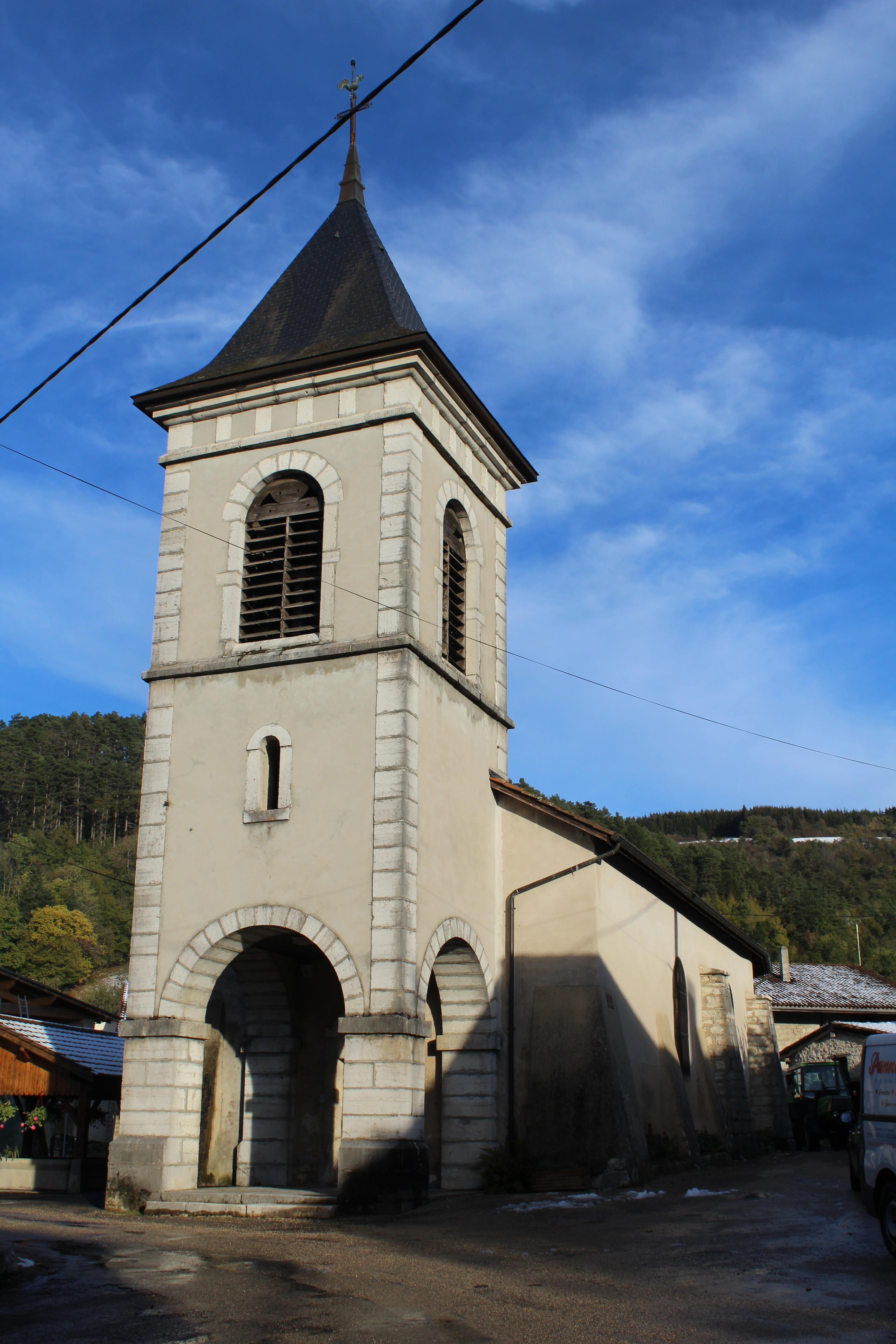
Église Saint-Pierre-aux-Liens.

- Église Saint-Pierre-aux-Liens de Challes-la-Montagne
- Four banal

### Héraldique
| Blason de Challes-la-Montagne | Blason  | Tiercé en pairle renversé: au 1 de sinople à une couronne de laurier d'or, au 2 de gueules au lion d'hermine, au 3 d'argent à trois fasces ondées d'azur et à deux clés d'or, passées en sautoir, les anneaux liés d'une chaîne du même et brochant sur les fasces. |
| Blason de Challes-la-Montagne | Détails | Créé par JF Binon. Adopté 10/12/2021 |